# Sct. Georgs Gilderne
Sct. Georgs Gilderne i Danmark er en sammenslutning af voksne spejdere og spejderinteresserede, der ønsker at bibeholde kontakten til spejderlivet. Sct. Georgs Gilderne er korpsneutrale - der optages medlemmer af alle spejderkorps. 
Formålet er at give den enkelte gildebroder mulighed for at udvikle sig i et netværk af ligesindede spejdere, og både internt i det enkelte gilde og på tværs af gilderne arbejdes der med støtte til spejderarbejdet (i form af arrangementer og økonomisk støtte) samt almene humanitære hjælpeopgaver både nationalt og internationalt. Gildebevægelsen står bag oprettelsen og driften af flere børnehaver og institutioner, enten under enkelte gilder eller under Sct. Georgs Fonden. Organisationen blev stiftet i København den 24. april 1933, og er siden blevet spiren til en nu global bevægelse, The International Scout and Guide Fellowship.
Spejderideen for voksne
- Sct. Georgs Gildernes mål er at sikre det enkelte medlems mulighed for personlig udvikling.

- I fællesskab med andre medlemmer at påtage sig humanistiske opgaver i lokalsamfundet - nationalt og globalt.

- Sct. Georgs Gilderne tager ikke stilling i partipolitiske anliggender. Derimod forventes det, at medlemmerne tager stilling i samfundsmæssige, etiske og religiøse spørgsmål